# Elizabeth Cook-Lynn
Elizabeth Cook-Lynn (* 17. November 1930 in Fort Thompson, South Dakota; † 5. Juli 2023 in Rapid City, South Dakota) war eine indigene nordamerikanische Autorin und Professorin.

## Leben
Cook-Lynn gehörte dem Stamm der Crow Creek Sioux an, in dem ihr Vater und Großvater langjährige Mitglieder des Tribal Council waren. Sie studierte Englisch und Literatur am South Dakota State College, der New Mexico State University und dem Black Hills State College. Sie heiratete, bekam vier Kinder und erwarb erst nach ihrer Scheidung weitere Abschlüsse in Pädagogik und Psychologie. Ab 1971 war sie Professorin für English and Native American Studies an der Eastern Washington University, bevor sie 1990 emeritiert wurde. Nach ihrer Emeritierung veröffentlichte sie zahlreiche Sachbücher, Gedichtbände und Romane zu Themen der Native Americans und war Mitbegründerin der Wicazo Sa Review: A Journal of Native American Studies.
Maßgeblichen Einfluss auf ihr Schreiben hatten nach ihren Angaben ihr familiäres Stammeserbe, die Landschaft der nördlichen Great Plains und die Schriften von N. Scott Momaday. Als Hauptmotivation für ihre schriftstellerische Tätigkeit nannte sie Zorn und den Willen, durch offenen Ungehorsam die Unterdrückung zu überleben und zu besiegen.

“Anger is what
started me writing. Writing, for me, then, is an act of defiance born of
the need to survive. I am me. I exist. I am Dakotah. I write. It is the
quintessential act of optimism born of frustration. It is an act of
courage, I think. And, in the end, as Simon Ortiz says, it is an act
that defies oppression.”

„Zorn ist, was
mich zum Schreiben brachte. Schreiben ist für mich ein Akt des offenen
Ungehorsams, geboren aus dem Willen zu überleben. Ich bin ich. Ich
existiere. Ich bin Dakotah. Ich schreibe. Es ist ein vollkommener Akt
des Optimismus geboren aus Frustration. Es ist ein Akt des Mutes und,
schlussendlich, wie es Simon Ortiz sagt, ist es ein Akt, der die Unterdrückung besiegt.“

Cook-Lynn war eine Kritikerin der Tea-Party-Bewegung, die sie als Reaktion auf den beginnenden Verlust einer 200 Jahre währenden Machtausübung durch weiße Europäer in den USA wertete und der sie rassistische Motive vorwarf.

## Auszeichnungen
- 1978 National Endowment for the Humanities Stipendium der Stanford University
- 1995 Oyate Igluwitaya der South Dakota University
- 2009 Lifetime Achievement Award des Native Writers’ Circle of the Americas[5]

## Werke
- New Indians, Old Wars. University of Illinois Press, 2007
- Notebooks of Elizabeth Cook-Lynn. University of Arizona, 2007
- Anti-Indianism in Modern America: A Voice from Tatekeya's Earth. Illinois UP, 2001
- Politics of Hallowed Ground: Wounded Knee and the Struggle for Indian Sovereignty. Illinois UP, 1999 (mit Mario Gonzalez)
- I remember the fallen trees: new and selected poems. Eastern Washington UP, 1998
- Why I can't read Wallace Stegner and other essays : a tribal voice. University of Wisconsin Press, 1996
- Aurelia: a Crow Creek trilogy. Colorado UP, 1999
- From the river's edge. Arcade, 1991
- The Power of Horses and Other Stories. Arcade, 1990
- Then Badger Said This. Ye Galleon Press, 1983 (Nachdruck von 1977)